# Радуга Финиана (мюзикл)
Радуга Финиана (англ. Finian's Rainbow) — мюзикл, премьера которого состоялась 10 января 1947 года в Театре Ричард Роджерс на Бродвее. Музыку написал Бертон Лейн по пьесе и на либретто Ипа Харбурга. Первая постановка выдержала 725 представлений. Балетмейстер Майкл Кидд, поставивший танцы для этого спектакля, получил премию «Тони» за лучшую хореографию. В 1968 году режиссёр Фрэнсис Форд Коппола снял фильм под тем же названием, где в главных ролях снялись Фред Астер и Петула Кларк. В последующие годы шоу неоднократно восстанавливалось. Например, к 70-летию премьеры Ирландский репертуарный театр в течение трёх месяцев с аншлагами демонстрировал обновлённую версию мюзикла.
Ставка, сделанная создателями мюзикла на переплетение серьёзного и комичного, реального и сказочного в целом себя оправдала. Ип Харбург обладал достаточным для этого драматургическим опытом. При этом сразу несколько обозревателей и театральных критиков указывали на схожесть обстоятельств сюжета этого мюзикла с фильмом 1939 года «Волшебник страны Оз»: живые люди и сказочные персонажи взаимодействуют друг с другом на равных (Ип Харбург был автором нескольких песенных текстов к этому фильму). Но в отличие от доброй детской сказки про Дороти Гейл, в «Радугу Финиана» были добавлены две серьёзных социальных темы: межрасовые отношения в южных штатах и разлагающие последствия слишком доступных заёмных средств. Издание «Playbill» из-за этого назвала мюзикл «романтической фантазией с социальным подтекстом». Если первая тема в постановках 2000-х годов практически утратила остроту, то вторая — опасность лёгкого кредита, осталась чрезвычайно актуальной.
Как минимум три музыкальных композиции из спектакля стали очень популярными и в разные годы неоднократно были записаны
самыми различными исполнителями: «How Are Things in Glocca Morra?» («Как дела в Глокка Морра?» — Бинг Кросби, Барбара Стрейзанд, Джули Эндрюс и другие), «Old Devil Moon» («Старая дьявольская луна» — Майлс Дейвис, Фрэнк Синатра, Милт Джексон и другие), «If This Isn’t Love» («Если это не любовь?» — Розмари Клуни, Фрэнк Синатра и другие).

## Сюжет

### Акт I
В вымышленный штат Мисситуки (комбинация от Миссисипи и Кентукки) приезжает пожилой ирландец Финиан Маклонерган со своей дочерью Шерон. Как и многие иммигранты, они покинули свою страну в поисках лучшей жизни. Финиан приехал не с пустыми руками: ещё в Ирландии он похитил у лепреконов горшок с золотом. Информацию о том, как происходят финансовые инвестиции в Америке он воспринял по-своему. В душевной наивности он верит, что если закопать, «вложить» монеты в долине около Форт-Нокса, то вскоре они «вырастут» и обеспечат ему безбедную старость. Финиан и Шерон знакомятся с местными фермерами, которые объединились в небольшой кооператив и на небольшом участке земли, называемом Радужной долиной, выращивают табак. Их неформальным лидером является Вуди Махони.
Местный сенатор Билборд Роукинс («Observer» утверждает, что у этого персонажа есть реальные прототипы — сенатор от Миссисипи Теодор Бильбо и конгрессмен Джон Ранкин), который желает получить в собственность всю землю в округе, пытается задушить фермеров непосильными налогами и надуманными сборами, чтобы за неуплату выставить их участок на аукцион. Им не хватает денег на очередной платёж, но недостающую сумму им вручает Маклонерган. За это его принимают в компаньоны и выделяют под обработку полосу земли. Ночью старик закапывает горшок с золотом в землю, но почти тут же натыкается на Ога — одного из леприконов, у которых Финиан похитил сокровища. Тот давно разыскивает Маклонерганов, так как с утратой золота его соплеменники постепенно превращаются в простых смертных. Однако старик заявляет, что горшка у него нет, а возвратить его он может только ближе к зиме. Тем не менее Ог предупреждает Финиана, что находясь рядом с горшком нельзя загадывать желания: каждое из них обязательно сбудется, но после третьего золото исчезнет навсегда. Этой же ночью Махони встречает Шарон, разыскивающую отца. Между молодыми людьми возникают романтические отношения.
Два инженера-геолога, исследующие местные земли, сообщают сенатору, что их датчики зафиксировали в Радужной долине большие залежи золота. Тот немедленно приезжает к Маклонергану и пытается изъять участок земли на том основании, что ирландец работает вместе с чернокожими фермерами, что нарушает проповедуемый местной властью расовый порядок. Возмущённая Шарон желает сенатору самому превратиться в негра, чтобы на себе почувствовать подобное отношение. Желание, загаданное рядом с сокровищами леприконов, моментально осуществляется. Ставший чернокожим сенатор в ужасе убегает в лес. В это время в Радужную долину приезжает почтальон и зачитывает телеграмму, в которой говорится, что один из банков, узнав об обнаруженной золотой жиле, готов предоставить кооперативу фермеров неограниченный кредит.

### Акт II
Посёлок процветает. Махони убедил всех не заниматься добычей золота, а на предоставленный кредит купить необходимую технику и выращивать новые перспективные сорта табака. Помощники сенатора угрожают Шарон привлечь её к суду за колдовство. Махони требует оградить возлюбленную от преследования и делает ей предложение стать его женой. Его младшая сестра Сьюзан, немая с рождения, рада за Шарон и Вуди. Она танцует в лесу и неожиданно находит горшок с золотом. Не сказав никому, девушка перепрятывает сокровище.
Ог встречает в лесу ставшего чернокожим сенатора. Силами своего колдовства лепрекон делает из него совершенно нового, доброго и отзывчивого человека. Проснувшись утром в чаще, не совсем осознавая себя, сенатор с песней идёт к ближайшей дороге. Случайно он знакомится с тремя чернокожими певцами, которые зарабатывают на жизнь, выступая на свадьбах и похоронах. Сенатор органично вливается в коллектив. Ближайшее их выступление должно состояться в Радужной долине на свадьбе Вуди и Шарон. Начавшееся торжество прерывают помощники шерифа, пришедшие арестовать Шарон. Сьюзан бежит за советом и помощью к Огу. Тот, стараясь её понять, желает, чтобы девушка могла говорить. Это желание немедленно исполняется, так как произнесено было недалеко от спрятанного её горшка с золотом. Сьюзан отдаёт сокровище лепрекону. Понимая, что у него нет другого выбора, Ог произносит третье желание, и сенатор вновь становится белым. Золото превращается в золу, но лепрекон не жалеет об этом: в Радужной долине устанавливается мир и процветание.

## Награды и номинации
- 1947 год — Оригинальная версия Бродвея: премия «Тони» лучшему актёру второго плана в мюзикле (Дэвид Уэйн), за лучшую хореографию (Майкл Кидд), за лучшую оркестровку (Милтон Розеншток).
- 2009 год — Восстановленная версия на Бродвее: номинации на премию «Тони» за лучший восстановленный мюзикл, за лучшую актрису в главной роли, лучшему актёру второго плана в мюзикле.
- 2010 год — премия Драма Деск: лучшему актёру второго плана в мюзикле (Кристофер Фитцжеральд).